# Francis Tuker
Sir Francis Ivan Simms Tuker, britanski general, * 4. julij 1894, † 7. oktober 1967.